# Noppenspitze
La Noppenspitze est une montagne culminant à 2 594 m d'altitude dans les Alpes d'Allgäu, dans le chaînon de Hornbach, en Autriche.

## Géographie
La Noppenspitze sépare le Sattelkar et le Noppenkar, la crête de Luxnach et la pente herbeuse du Häselgehrberg. Au nord, une falaise haute de 300 mètres fait face au Hornbachtal.

## Histoire
Le 16 août 1890, la Noppenspitze est atteint pour la première fois par Anton Spiehler et son guide Johann Schiffer. Avançant par la crête principale de la chaîne de Hornbach depuis le sud du Noppenkar, les deux alpinistes empruntent la face nord abrupte et atteignent le sommet.

## Ascension
La Noppenspitze est une montagne rarement grimpée. On enregistre en moyenne par an entre cinq et quinze ascensions. Le dénivelé pour atteindre le sommet est de 1 500 m. Par ailleurs, il est peu ouvert et demande aux alpinistes de l'expérience, de savoir s'orienter sans connaître les voies, en particulier sur le flanc rocheux au sud-ouest. La difficulté de ce versant est classée 2.